# Bộ Cánh úp
Bộ Cánh úp, tên khoa học Plecoptera, là một bộ côn trùng, thường được gọi là ruồi đá. Có 3.500 loài trên toàn thế giới đã được mô tả, với các loài mới vẫn đang được khám phá. Ruồi đá được tìm thấy trên toàn thế giới, ngoại trừ Nam Cực. Ruồi đá được cho là một trong những nhóm Neoptera nguyên thủy nhất, với đồng minh được xác định từ kỷ Cacbon và Hạ Permi, trong khi ruồi đá thực sự được biết đến từ các hóa thạch chỉ là một chút nhỏ. Sự đa dạng hiện đại tuy nhiên rõ ràng là nguồn gốc đại Trung sinh.
Plecoptera được tìm thấy ở cả hai miền Nam và Bắc bán cầu, và dân số là khá khác biệt mặc dù bằng chứng tiến hóa cho thấy loài này có thể đã vượt qua đường xích đạo một số lần trước khi một lần nữa bị cô lập về mặt địa lý.
Tất cả các loài Plecoptera không xuất hiện nguồn nước ô nhiễm và sự hiện diện của chúng trong một dòng suối hoặc nước tĩnh lặng thường là một chỉ số về chất lượng nước tốt hoặc rất tốt.

## Phân loại
Dòng cơ bản ("Antarctoperlaria")
- Siêu họ Eusthenioidea
  - Họ Diamphipnoidae
  - Họ Eustheniidae
- Siêu họ Leptoperloidea
  - Họ Austroperlidae
  - Họ Gripopterygidae

Phân bộ Arctoperlaria
- Họ cơ bản Scopuridae
- Phân thứ bộ Euholognatha
  - Họ Capniidae (ca. 300 species) - small winter stoneflies
  - Phân thứ bộ Leuctridae (300+ species) - rolled-winged stoneflies
  - Họ Nemouridae (600+ species) - spring stoneflies
  - Họ Notonemouridae
  - Họ Taeniopterygidae (ca. 75 species) - winter stoneflies
- Phân thứ bộ Systellognatha
  - Họ Chloroperlidae (100+ species) - green stoneflies
  - Họ Perlidae (ca. 400 species) - common stoneflies
  - Họ Perlodidae (250+ species)
  - Họ Peltoperlidae (ca. 68 species) - roachlike stoneflies
  - Họ Styloperlidae (ca. 10 species)
  - Họ Pteronarcyidae (ca. 12 species) - salmonflies, giant stoneflies

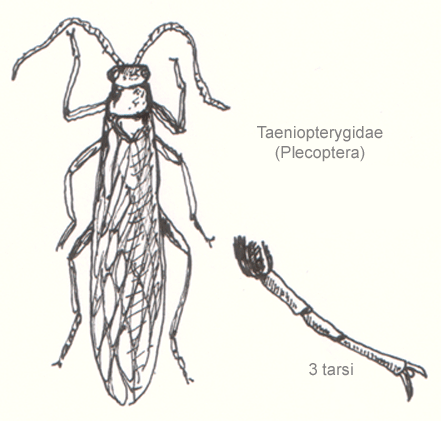
Adult thuộc họ Taeniopterygidae (Euholognatha)
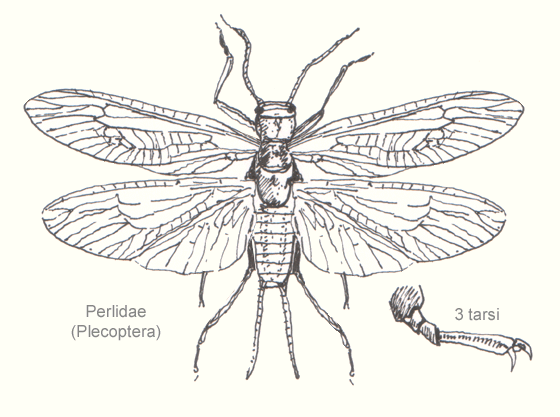
Adult thuộc họ Perlidae (Systellognatha)